# Félix Soulès
Pour les articles homonymes, voir Soulès.
Jean Baptiste Félix Soulès né le 14 octobre 1857 à Eauze (Gers) et mort le 7 mars 1904 dans la même commune est un sculpteur français.

## Biographie
Félix Soulès est le fils de Pierre Soulès, un maçon, et de Joséphine Saucède, une couturière.
Il suit les cours de l'école des beaux-arts de Toulouse avant de rejoindre l'École des beaux-arts de Paris où il est l'élève de François Jouffroy et d'Alexandre Falguière. Il fait ses débuts à Paris au Salon des artistes français de 1881.

## Distinctions
En 1887, Félix Soulès reçoit le deuxième grand prix de Rome.
 Chevalier de la Légion d'honneur (1896). Il est nommé chevalier de la Légion d'honneur par décret du 27 juin 1896.

## Œuvre
- Bordeaux :

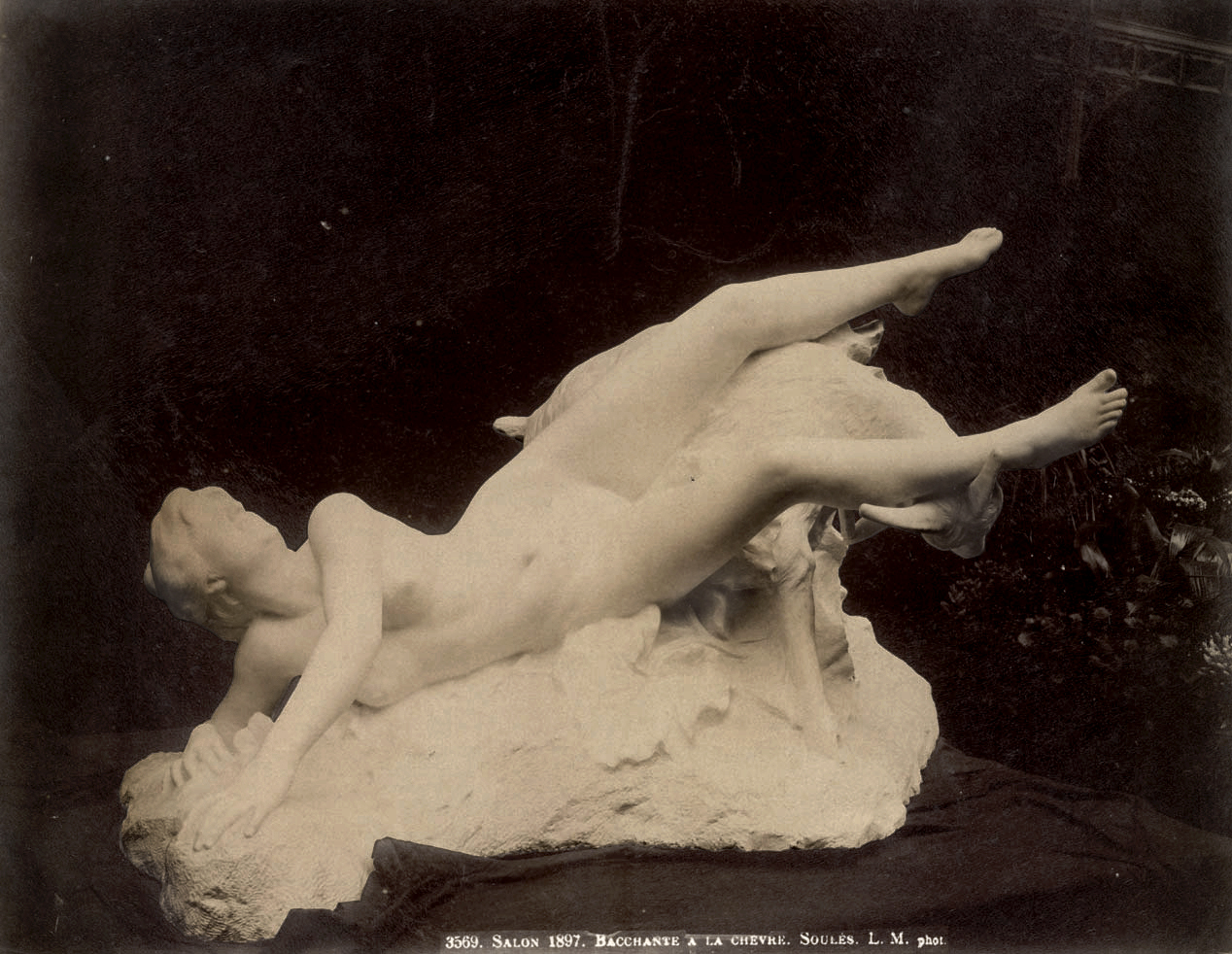
Bacchante à la chèvre (Salon de 1897), musée des Beaux-Arts de Bordeaux, déposé au jardin de l'École des beaux-arts de Bordeaux.

  - École des beaux-arts, jardin : Bacchante et chèvre ou Bacchante à la chèvre, Salon des artistes français de 1896 puis de 1897, groupe en marbre. Le modèle en plâtre exposé sous le titre Satyre et bacchante obtient une première médaille au Salon des artistes français de 1892. Dépôt du musée des Beaux-Arts de Bordeaux[1].
  - Parc bordelais : Enlèvement d'Iphigénie par Diane, 1892, groupe en marbre[5].